# موتور نواب (دلگان)
موتور نواب روستایی در بخش جلگه چاه هاشم شهرستان دلگان در استان سیستان و بلوچستان است.

## جمعیت
این روستا در دهستان جلگه چاه هاشم قرار دارد و جمعیت آن بر اساس سرشماری ۱۳۸۵ و ۱۳۹۰ به دلیل سیاست محرمانگی آبادی‌های با ۳ خانوار و کمتر، اعلام نشده‌است.